# Worms Battlegrounds
Worms Battlegrounds est un jeu vidéo d'artillerie et de stratégie au tour par tour développé et édité par Team17, sorti en 2014 sur PlayStation 4 et Xbox One.